# Super Show 4
Super Show 4 - Super Junior World Tour es la primera gira mundial y cuarta gira internacional de la boyband de Corea del Sur Super Junior, en apoyo de su quinto álbum de estudio Mr. Simple. La gira mundial comenzó con dos conciertos en Seúl en noviembre de 2011 y continuó en Japón, Taiwán, China, otros países asiáticos, y Francia. 

## Concierto
- Osaka

En los dos conciertos en Osaka Cantaron ante una audiencia total de 90.000 personas.
- Taipei

En febrero el grupo estableció el récord para el concierto más rápido en ventas en la historia de Taiwán y también el primer artista extranjero para realizar cuatro conciertos consecutivos en la Arena de Taipéi.
- Macau

En marzo el grupo se convirtió en ser los primeros cantantes Coreanos que realizan dos conciertos consecutivos en Macau.
- Tailandia

El grupo rompió el récord de la mayor audiencia del concierto en Tailandia, con más de 40.000 personas en 3 conciertos.
- Francia e Indonesia

Los conciertos en Francia e Indonesia también marcan el primer concierto en solitario del grupo en París, y Yakarta.
- Tokio

Para las segunda parteen Japón se agregaron las fechas japonesas, 400.000 aficionados trataron de comprar entradas para el concierto de 12 de mayo, en cuanto salieron a la venta como resultado de la explosiva venta se agregó la fecha del 13 de mayo. 
Los dos conciertos fueron realizados ante una audiencia total de 110.000 personas.
- Seúl

El 23 de abril de 2012, SM Entertainment ha anunciado la incorporación de dos conciertos encore en Seúl los días 26 y 27 de mayo. 
Los boletos salieron a la venta el 26 de abril junto con los paquetes de los conciertos especiales para los fanes extranjeros ofrecidos por SM Town Travel. 
Los espectáculos encore se realizaron ante una audiencia de más 27.000 para tres horas y media.

## Cancelación
El 29 de marzo de 2012, el promotor con sede en Sídney JK Entertainment anunció que Super Show 4 se llevará a cabo el 5 de mayo en el Acer Arena. 
Sin embargo, su cancelación por parte del promotor se anunció el 16 de abril, debido a la hospitalización del director del concierto que requiere tratamiento médico inmediato.

## Lista de canciones
| Seúl, Corea del Sur |
| --- |
| - "Intro: Underwater" - "Superman" - "Opera]" - "Twins" - "A Man in Love" (Remix ver.) First video interlude - "Bonamana" (Remix ver.) - First MENT - "You Are My Endless Love" - "Oops!" feat. f(x) (with Heechul's rap at VCR) - "Wonder Boy" - "Rokuko" – (All members) Second video interlude (in New York) - "Walkin'" - "Baby" – Henry feat. Amber of f(x) - "Say My Name" – Eunhyuk - "물들어" – Sungmin - "Isn't She Lovely?" – Kyuhyun - "Moves like Jagger" – Ryeowook - "SHE" – Leeteuk - "Twinkle Twinkle Little Star" (Remix ver.) – Shindong Third video interlude - "Good Friends" - "Pajama Party" Fourth video interlude (Ice Hockey) - "Feels Good" - "Perfection" (Korean ver.) – Super Junior-M - "A-Cha" Fifth video interlude - "Mr. Simple" - "Don't Don" - "Because of You" – Zhou Mi - "Kiss Me Darling" – Yesung - "Your Grace is Enough" feat. 3rd Wave – Siwon - "Oppa, Oppa" – Donghae & Eunhyuk Sixth video interlude - "Storm" – Super Junior-K.R.Y. - "Y" - Second MENT - "Lovely Day" (A cappella ver.) - "You & I" - "Our Love" Seventh video interlude (The Sound of Super Junior) - "Do-Re-Mi" - "White Christmas" - "Dancing Out" - Third MENT Encore - "U" (Remix) - "Sorry, Sorry" - "Miracle" (Remix ver.) - Fourth MENT - "Destiny" (Korean ver.) with Zhou Mi and Henry |

## Fechas
| Fecha                   | Ciudad   | País          | Lugar                                   | Entradas vendidas        | Recaudación |
| ----------------------- | -------- | ------------- | --------------------------------------- | ------------------------ | ----------- |
| Asia                    |          |               |                                         |                          |             |
| 19 de noviembre de 2011 | Seúl     | Corea del Sur | Olympic Gymnastics Arena                | 28 094 / 28 094 (100%)   | $3 097 690  |
| 20 de noviembre de 2011 | Seúl     | Corea del Sur | Olympic Gymnastics Arena                | 28 094 / 28 094 (100%)   | $3 097 690  |
| 10 de diciembre de 2011 | Osaka    | Japón         | Kyocera Osaka Dome                      | 90 150 / 90 150 (100%)   | $7 938 141  |
| 11 de diciembre de 2011 | Osaka    | Japón         | Kyocera Osaka Dome                      | 90 150 / 90 150 (100%)   | $7 938 141  |
| 2 de febrero de 2012    | Taipéi   | Taiwán        | Taipei Arena                            | 46 491 / 46 491 (100%)   | $5 995 476  |
| 3 de febrero de 2012    | Taipéi   | Taiwán        | Taipei Arena                            | 46 491 / 46 491 (100%)   | $5 995 476  |
| 4 de febrero de 2012    | Taipéi   | Taiwán        | Taipei Arena                            | 46 491 / 46 491 (100%)   | $5 995 476  |
| 5 de febrero de 2012    | Taipéi   | Taiwán        | Taipei Arena                            | 46 491 / 46 491 (100%)   | $5 995 476  |
| 18 de febrero de 2012   | Singapur | Singapur      | Singapore Indoor Stadium                | 22 597 / 22 597 (100%)   | $3 781 173  |
| 19 de febrero de 2012   | Singapur | Singapur      | Singapore Indoor Stadium                | 22 597 / 22 597 (100%)   | $3 781 173  |
| 9 de marzo de 2012      | Macau    | China         | CotaiArena                              | 26 756 / 26 756 (100%)   | $4 429 089  |
| 10 de marzo de 2012     | Macau    | China         | CotaiArena                              | 26 756 / 26 756 (100%)   | $4 429 089  |
| 16 de marzo de 2012     | Bangkok  | Tailandia     | Impact Arena                            | 44 396 / 44 396 (100%)   | $5 504 635  |
| 17 de marzo de 2012     | Bangkok  | Tailandia     | Impact Arena                            | 44 396 / 44 396 (100%)   | $5 504 635  |
| 18 de marzo de 2012     | Bangkok  | Tailandia     | Impact Arena                            | 44 396 / 44 396 (100%)   | $5 504 635  |
| Europa                  |          |               |                                         |                          |             |
| 6 de abril de 2012      | París    | Francia       | Le Zenith                               | 7 123 / 7 123 (100%)     | $ 863 547   |
| Asia                    |          |               |                                         |                          |             |
| 14 de abril de 2012     | Shanghái | China         | Mercedez-Benz Arena                     | 13 619 / 13 619 (100%)   | $1 674 608  |
| 27 de abril de 2012     | Yakarta  | Indonesia     | Mata Elang International Stadium (MEIS) | 35 286 / 35 286 (100%)   | $4 290 243  |
| 28 de abril de 2012     | Yakarta  | Indonesia     | Mata Elang International Stadium (MEIS) | 35 286 / 35 286 (100%)   | $4 290 243  |
| 29 de abril de 2012     | Yakarta  | Indonesia     | Mata Elang International Stadium (MEIS) | 35 286 / 35 286 (100%)   | $4 290 243  |
| 11 de mayo de 2012      | Tokio    | Japón         | Tokyo Dome                              | 110 392 / 110 392 (100%) | $9 797 218  |
| 12 de mayo de 2012      | Tokio    | Japón         | Tokyo Dome                              | 110 392 / 110 392 (100%) | $9 797 218  |
| 26 de mayo de 2012      | Seúl     | Corea del Sur | Olympic Gymnastics Arena                | 27 512 / 27 512 (100%)   | $3 089 335  |
| 27 de mayo de 2012      | Seúl     | Corea del Sur | Olympic Gymnastics Arena                | 27 512 / 27 512 (100%)   | $3 089 335  |
| TOTAL                   | TOTAL    | TOTAL         | TOTAL                                   | 452 416 / 452 416 (100%) | $50 461 155 |

## Personal
Organizador: SM Entertainment
Promotor: Dream Maker Entercom